# Brian Kemp
Brian Kemp (hay Brian Porter Kemp, sinh ngày 2 tháng 11 năm 1963) là một doanh nhân và chính trị gia người Mỹ. Ông hiện là Thống đốc thứ 83 của tiểu bang Georgia kể từ tháng 1 năm 2019. Ông nguyên là Bang vụ khanh thứ 27 của Georgia từ năm 2010 đến năm 2018; Thượng nghị sĩ Thượng viện tiểu bang Georgia từ năm 2003 đến năm 2007. Trước khi tham gia chính trường, ông sở hữu một số công ty kinh doanh nông nghiệp, dịch vụ tài chính và bất động sản. Năm 2002, ông được bầu vào Thượng viện bang, được Thống đốc Sonny Perdue bổ nhiệm làm Bang vụ khanh năm 2010 sau khi Karen Handel từ chức để tranh cử chức Thống đốc. Sau đó, ông được bầu làm Bang vụ khanh Georgia đầy đủ nhiệm kỳ vào năm 2010, tiếp tục tái đắc cử năm 2014.
Brian Kemp là Đảng viên Đảng Cộng hòa, học vị Cử nhân Nông nghiệp, chính trị gia bảo thủ. Với tư cách là Thống đốc, trong Đại dịch COVID-19, ông giữ trọng trách chỉ huy tiểu bang chống đại dịch. Về chính trị, sau cuộc bầu cử Tổng thống năm 2020 ở Georgia, ông đã phải đối mặt với những lời chỉ trích từ Tổng thống Donald Trump vì đã tuân theo luật tiểu bang yêu cầu ông chứng nhận kết quả, bất chấp việc Donald Trump liên tục tuyên bố gian lận trong cuộc bầu cử. Điều này dẫn đến suy đoán rằng ông có thể phải đối mặt với thách thức do chính Donald Trump hậu thuẫn nếu ông ra tranh cử vào năm 2022.

## Xuất thân, giáo dục và thời kỳ đầu
Brian Kemp sinh ra ở thành phố Athens, Georgia, Hoa Kỳ, tên khai sinh là Brian Porter Kemp, là con trai của William L. Kemp II, trong một gia đình nổi tiếng với lịch sử quyền lực chính trị. Ông nội của ông là Julian H. Cox Sr., là Dân biểu của Hội đồng Lập pháp Georgia, và tổ tiên thế kỷ XVIII của ông, James Habersham, là người đã vận động thành công chế độ nô lệ ở Georgia, trở thành Thống đốc của thuộc địa và gây dựng tài sản từ các đồn điền trồng lúa do nô lệ làm việc của gia đình của Silk Hope, Forest Dean, và Beverley. Brian Kemp lớn lên và theo học trường tư ở quê nhà, học Học viện Athens cho đến năm lớp chín, rồi chuyển đến học trường công tại Trường Trung học Trung tâm Clarke. Trong thời thanh thiếu niên, ông chơi bóng bầu dục cho Billy Henderson, tốt nghiệp trung học năm 1983. Sau đó, ông theo học và tốt nghiệp Đại học Georgia, nhận bằng Cử nhân Nghệ thuật chuyên ngành Nông nghiệp.
Sau khi tốt nghiệp đại học, ông trở về hoạt động kinh doanh. Brian Kemp là một nhà xây dựng và phát triển kinh doanh trước khi bước vào chính trường. Từ 2002, ông chính thức tham gia chính trường, từng là Thượng nghị sĩ bang Georgia từ năm 2003 đến năm 2007, sau khi đánh bại Doug Haines đương nhiệm của Đảng Dân chủ. Năm 2006, ông tranh cử Ủy viên Nông nghiệp Georgia, về nhì trong vòng sơ loại và thua Gary Black. Sau đó, ông ban đầu tuyên bố ý định tranh cử Thượng nghị sĩ tiểu bang đại diện khu vực 47 khi Thượng nghị sĩ đương nhiệm Ralph Hudgens lên kế hoạch tranh cử vào Quốc hội ở khu vực bầu cử Quốc hội thứ 10 của Georgia. Nhưng sau đó, Talph Hudgens ra tranh cử, thay đổi kế hoạch của ông.

## Sự nghiệp

### Bang vụ khanh Georgia

#### Nhậm chức và tranh cử
Đầu năm 2010, Brian Kemp được Thống đốc Sonny Perdue khi đó bổ nhiệm làm Bang vụ khanh Georgia. Ông đã giành chiến thắng trong cuộc bầu cử đầy đủ nhiệm kỳ năm 2010 với tư cách là Bang vụ khanh Georgia với 56,4% phiếu bầu, đối thủ Đảng Dân chủ của ông, Georganna Sinkfield với 39,4%. Bốn năm sau, ông tái đắc cử. Sau đó, ông bác bỏ kết luận của Cộng đồng Tình báo Hoa Kỳ (United States Intelligence Community) rằng Nga đã can thiệp vào cuộc bầu cử năm 2016. Trong bối cảnh Nga can thiệp vào cuộc bầu cử năm 2016, ông đã tố cáo những nỗ lực của Chính quyền Obama nhằm tăng cường an ninh cho các hệ thống bầu cử, bao gồm cải thiện khả năng tiếp cận với hỗ trợ an ninh mạng liên bang. Sau khi giành chiến thắng sít sao trong cuộc bầu cử Thống đốc năm 2018, ông đã từ chức Bang vụ khanh.

#### Vấn đề thông tin cử tri

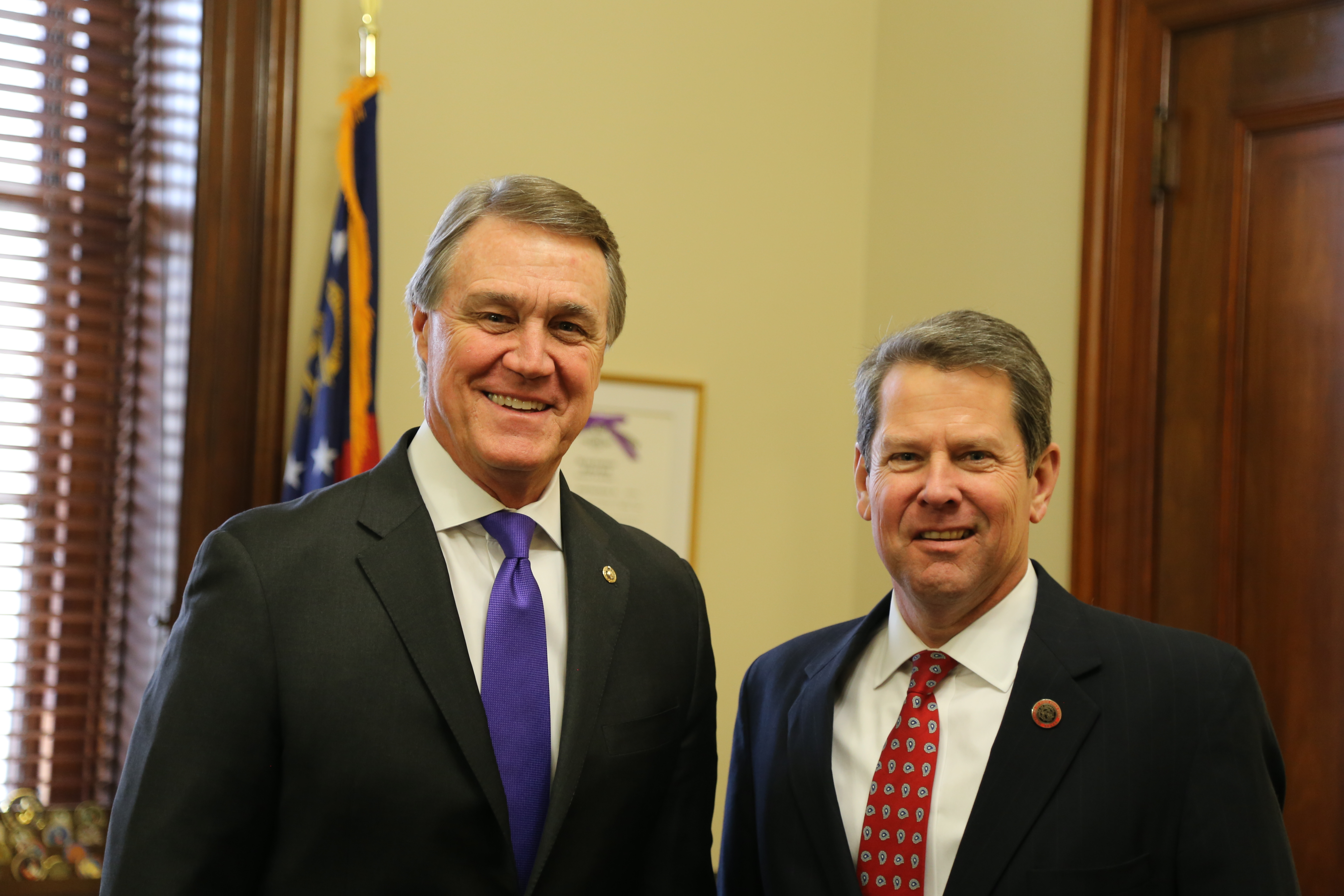
Brian Kemp và Thượng nghị sĩ David Perdue năm 2017.

Vào tháng 10 năm 2015, Văn phòng Bang vụ khanh Georgia, dưới sự lãnh đạo của Brian Kemp đã phân phối sai dữ liệu cá nhân bao gồm số An sinh xã hội và ngày sinh của 6,2 triệu cử tri Georgia đã đăng ký. Sự vi phạm dữ liệu này xảy ra khi văn phòng gửi một đĩa CD với thông tin này cho 12 tổ chức mua danh sách cử tri hàng tháng từ văn phòng. Văn phòng đã không nhận thức được vi phạm cho đến tháng tiếp theo và không công khai thừa nhận những rủi ro cho đến khi The Atlanta Journal-Constitution báo cáo các vụ kiện tập thể đệ đơn kiện chống lại văn phòng như là kết quả của sự vi phạm dữ liệu. Trong vòng một tháng sau khi hành vi vi phạm được công khai, nó đã khiến người nộp thuế phải trả 1,2 triệu USD cho các dịch vụ giám sát tín dụng cho những người có dữ liệu bị xâm phạm và 395.000 USD cho một cuộc kiểm tra việc Brian Kemp xử lý việc tiết lộ dữ liệu trái phép ở Georgia.
Brian Kemp lại tiếp tục bị chỉ trích vào năm 2017 khi tiết lộ rằng một lỗ hổng trong hệ thống bỏ phiếu của tiểu bang đã làm lộ thông tin cá nhân của tất cả 6,7 triệu cử tri của Georgia, cũng như mật khẩu được các quan chức bầu cử quận sử dụng để truy cập vào hồ sơ cử tri và không được sửa chữa trong sáu tháng. Sau khi đơn kiện được đệ trình, một máy chủ ở trung tâm của cuộc tranh cãi đã bị xóa sổ, ngăn các quan chức xác định phạm vi vi phạm. Brian Kemp từ chối trách nhiệm, thay vào đó nói rằng các nhà nghiên cứu tại Đại học Bang Kennesaw, người quản lý hệ thống, đã hành động theo các quy trình công nghệ thông tin tiêu chuẩn trong việc xóa dữ liệu.

### Thống đốc Georgia

#### Tranh cử

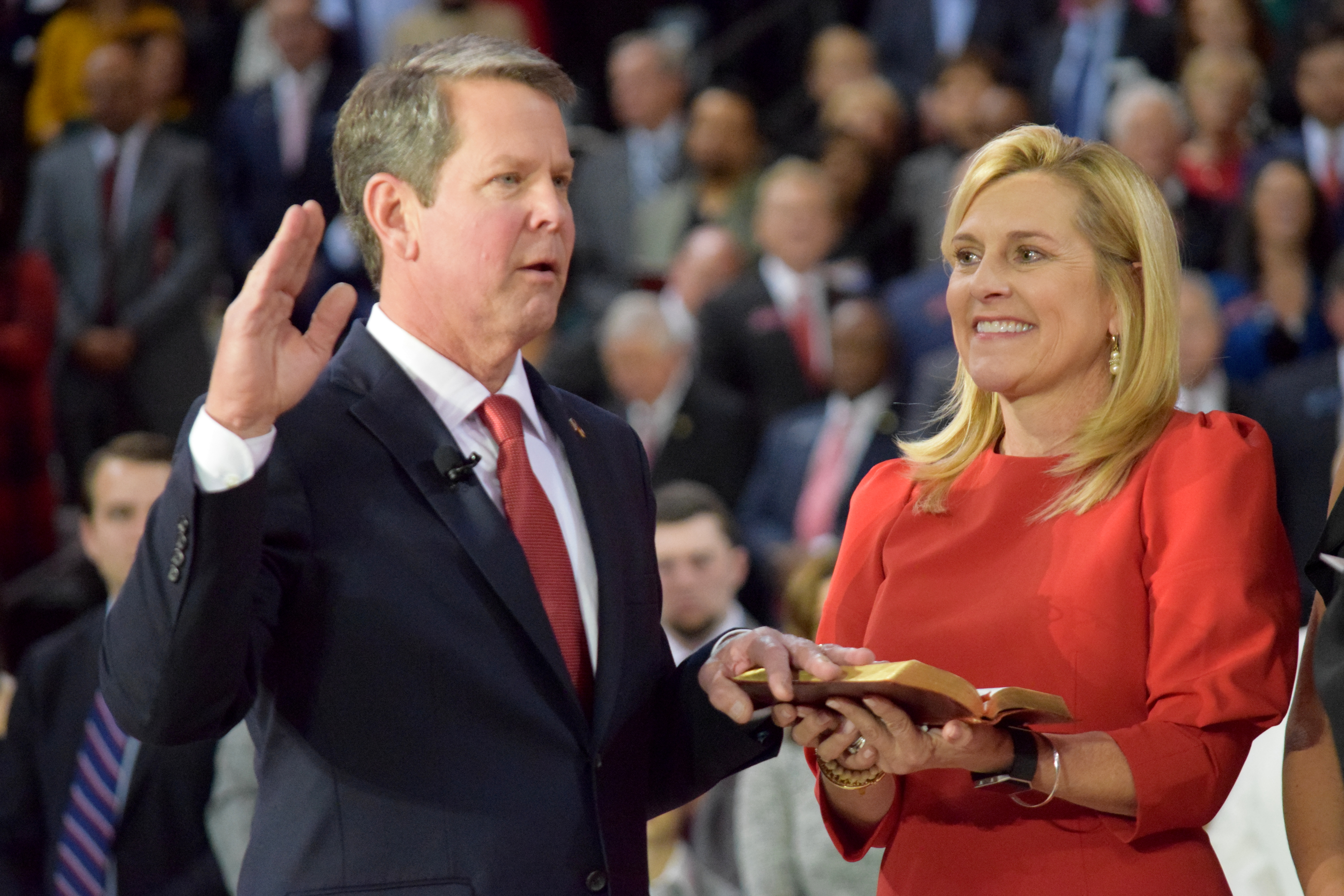
Brian Kemp và vợ Marty Argo tuyên thệ nhậm chức Thống đốc Georgia năm 2019.

Vào tháng 3 năm 2017, Brian Kemp tuyên bố ứng cử trong cuộc bầu cử Thống đốc bang Georgia năm 2018. Trong loạt sơ bộ, có sáu ứng cử viên gồm ông và Phó Thống đốc Casey Cagle đã đứng ở hai vị trí cao nhất tại nội bộ Đảng Cộng hòa vào tháng 5 năm 2018, tiến tới một cuộc bầu cử vòng hai. Trong chiến dịch tranh cử, hai bên chỉ trích lẫn nhau, Casey Cagle đã tuyên bố miêu tả Brian Kemp là một Bang vụ khanh bất tài, trong khi Brian Kemp miêu tả Casey Cagle là một kẻ dễ bị tai tiếng và tham nhũng. Ở vòng hai GOP, Brian Kemp đã đánh bại Casey Cagle với tỷ số cách biệt lớn, nhận được 408.595 phiếu bầu (69,45%) so với 179.712 phiếu bầu của đối thủ (30,55%), trở thành ứng viên Cộng hòa cho tổng tuyển cử.
Brian Kemp đã tranh cử với ứng cử viên Dân chủ Stacey Abrams, lãnh đạo phe thiểu số của Hạ viện Georgia, trong cuộc tổng tuyển cử năm 2018. Trong chiến dịch tranh cử, ông đã trình bày chấp nhận các chính sách và chủ đề giống Donald Trump. Bao gồm phản đối việc mở rộng Medicaid, thực hiện luật cấm phá thai nghiêm khắc nhất trong nước. Ông ủng hộ việc bãi bỏ Đạo luật Chăm sóc Giá cả phải chăng, mô tả nó là một thảm họa và ủng hộ việc kiện tụng tìm cách loại bỏ các biện pháp bảo vệ của luật đối với những người có bệnh từ trước. Ông cho biết sẽ ký một dự luật tự do tôn giáo và phục hồi, cho phép từ chối các biện pháp tránh thai đối với phụ nữ hoặc các dịch vụ cho các cặp đôi LGBT dựa trên cơ sở tín ngưỡng tôn giáo. Trong tổng tuyển cử, ông đã giành chiến thắng với tỷ lệ 50.22–48.83%.

#### Nhiệm kỳ

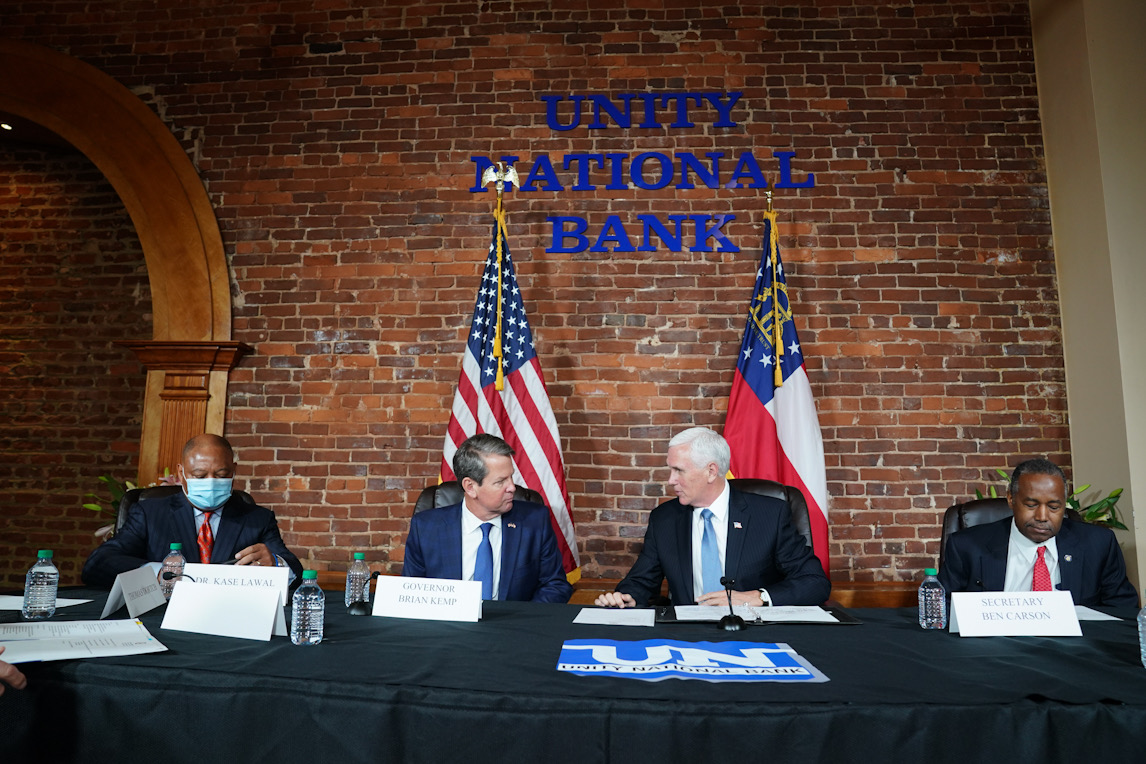
Brian Kemp và Phó Tổng thống Mike Pence năm 2020.

Brian Kemp tuyên thệ nhậm chức Thống đốc trong một buổi lễ ở thủ phủ Atlanta vào ngày 14 tháng 1 năm 2019. Trong nhiệm kỳ của mình Brian Kemp lãnh đạo Georgia trong nhiều hoạt động chính trị, xã hội có ảnh hưởng lớn tới tiểu bang.
Về cấm phá thai: tháng 5 năm 2019, Brian Kemp đã ký thành luật một dự luật gây tranh cãi nghiêm trọng về cấm phá thai sau khi thai nhi có nhịp tim, thường là khi một phụ nữ mang thai được sáu tuần; luật này là một trong những luật chống phá thai nghiêm ngặt nhất của đất nước. Đạo luật đã bị chặn bởi các Tòa án Liên bang, nơi cho rằng luật này vi hiến: lệnh ban đầu được ban hành vào tháng 10 năm 2019 đã ngăn luật có hiệu lực, và lệnh vĩnh viễn được ban hành vào tháng 7 năm 2020 đã vô hiệu vĩnh viễn luật cấm phá thai này.
Về COVID-19: ngày 1 tháng 4 năm 2020, Brian Kemp đã công bố lệnh lưu trú tại nhà trên toàn tiểu bang để chống lại Đại dịch COVID-19. Ôngmp là một trong nhữnT thống đốc cuối cùng ban hành lệnh lưu trú tại nhà, vì tình trạng khẩn cấp quốc gia đã được ban bố ba tuần trước đó vào ngày 13 tháng 3. Khi ra lệnh, ông cho biết đã nhận thức được rằng coronavirus chỉ có thể lây lan bởi những người không có triệu chứng vào ngày hôm đó, bất chấp những cảnh báo từ các quan chức y tế đã đưa ra nhiều tháng trước đó. Vào cuối tháng 4, ông dỡ bỏ lệnh ở nhà trước sự phản đối của các thị trưởng và chống lại lời khuyên của các chuyên gia y tế công cộng cùng Trung tâm Kiểm soát và Phòng ngừa Dịch bệnh.

## Lịch sử tranh cử
Tính đến năm 2021, Brian Kemp đã tham gia năm kỳ bầu cử tại Georgia cho các vị trí Thượng nghị sĩ tiểu bang, Ủy viên Ủy ban Nông nghiệp, Bang vụ khanh và Thống đốc. Ông thất bại trong tranh cử Ủy viên Nông nghiệp và thành công trong các cuộc bầu cử còn lại.

## Đời tư
Brian Kemp kết hôn với Marty Argo, con gái của Hạ nghị sĩ Hạ viện Georgia Bob Argo, vào ngày 8 tháng 1 năm 1994. Họ có ba người con gái. Gia đình là Tín hữu Giám nhiệm Mỹ thuộc Nhà thờ Emmanuel Episcopal ở Athens. Vào tháng 5 năm 2018, ông đã bị kiện vì không trả được 500.000 USD cho các khoản vay kinh doanh. Vụ kiện liên quan đến việc ông đã đứng ra bảo lãnh khoản vay kinh doanh trị giá 10 triệu USD cho Hart AgStrong, một công ty nghiền cải dầu có trụ sở tại Kentucky. Công ty bị điều tra sau khi thực hiện bảo lãnh bằng tài sản mà công ty không sở hữu và hoàn trả cho các nhà cung cấp bằng tiền thu được từ các khoản thanh toán bảo hiểm.
Vào tháng 10 năm 2018, đài truyền hình Atlanta WAGA-TV đã báo cáo rằng các công ty do Brian Kemp sở hữu nợ hơn 800.000 USD cho một ngân hàng cộng đồng nơi ông là thành viên hội đồng sáng lập và cổ đông. Ban vận động chiến dịch của ông chối công khai các điều khoản của khoản vay.